# Дэвис, Чарльз Майкл
Чарльз Майкл Дэвис (англ. Charles Michael Davis; род. 1 декабря 1984) — американский актёр. Наиболее известен благодаря роли Марселя Жерара в телесериалах «Первородные» и «Дневники вампира».

## Биография
Чарльз Майкл Дэвис имеет афро-американское и филиппинское происхождение. Его отец родом из Кентукки, а мать из Манилы.

## Карьера
Дэвис начал свою карьеру в агентстве талантов «AMTC». Дэвис был моделью для «Nike» и «FootLocker».
Дэвис был приглашённым актёром и имел второстепенные роли в нескольких телевизионных шоу, в том числе «Такая Рэйвен», «Их перепутали в роддоме», и «Анатомия страсти». В 2011 году он получил постоянную роль защитника команды «Сабли Сан-Диего» Квана Кирклэнда в сериале «Игра».
В феврале 2013 года было объявлено, что Дэвис был утверждён на одну из главных ролей в новом шоу The CW «Первородные», который является спин-оффом сериала «Дневники вампира», и сфокусирован на жизни Первородной семьи вампиров. Они переезжают в Новый Орлеан, где персонаж Дэвиса (вампир по имени Марсель) в настоящее время правит.

## Личная жизнь
Дэвис некоторое время встречался с хореографом и моделью Катриной Амато, однако на ток-шоу «The Talk» 19 сентября 2014 года он заявил, что «с недавних пор одинок».

## Фильмография
| Год       |    | Русское название              | Оригинальное название     | Роль           |
| --------- | -- | ----------------------------- | ------------------------- | -------------- |
| 2005      | с  | Ноев ковчег                   | Noah’s Arc                | Интервьюер     |
| 2005      | с  | Такая Рэйвен                  | That’s So Raven           | Тревор         |
| 2005      | тф | Большое совпадение            | The Big Match             |                |
| 2010      | тф | Ночь и день                   | Night and Day             | Хикс           |
| 2011      | с  | Их перепутали в роддоме       | Switched at Birth         | Лиам Лупо      |
| 2011—2012 | с  | Игра                          | The Game                  | Кван Кикрленд  |
| 2012—2013 | с  |                               | The Life Genie            |                |
| 2013      | ф  | Предложение                   | The Proposal              |                |
| 2013      | с  | Анатомия страсти              | Grey’s Anatomy            | Джейсон Майерс |
| 2013      | с  | Список клиентов               | The Client List           | Бен Далтон     |
| 2013      | с  | Дневники вампира              | The Vampire Diaries       | Марсель Джерар |
| 2013—2018 | с  | Первородные                   | The Originals             | Марсель Джерар |
| 2014      | ф  | Предложение                   | The Learning Curve        | Френк          |
| 2015      | тф | Большое совпадение            | Ur in Analysis            | Майк           |
| 2015      | ф  |                               | Battle Scars              | Рамирез        |
| 2017—2021 | с  | Юная                          | Younger                   | Зейн Андерс    |
| 2018      | с  | Девственница Джейн            | Jane the Virgin           | Джеффри Мулинс |
| 2018      | с  | Нация Z                       | Z Nation                  |                |
| 2018      | тф |                               | No Sleep ‘til Christmas   | Джош Райт      |
| 2018      | с  |                               | Sideswiped                | Джош           |
| 2019      | с  | Полиция Чикаго                | Chicago P.D               | Блэр Уильямс   |
| 2019      | с  | Для людей                     | The Client List           | Тед            |
| 2019      | тф |                               | Same Time, Next Christmas | Джефф Уильямс  |
| 2020—2021 | с  | Морская полиция: Новый Орлеан | NCIS: New Orleans         | Квентин Картер |
| 2022      | с  | Наследие                      | Legacies                  | Марсель Джерар |